# IC 5146

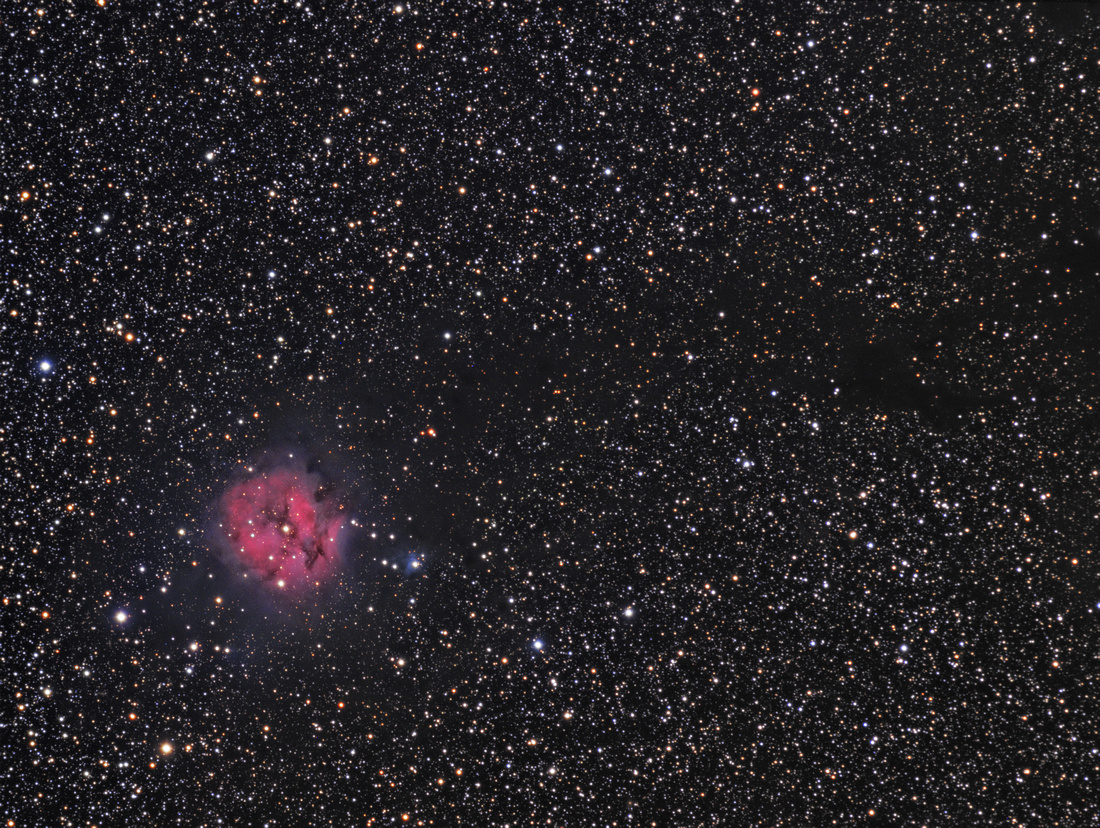
IC 5146

IC 5146, Nebuloasa Cocon sau Caldwell 19 este o nebuloasă de reflexie  sau de de emisie  din constelația Lebăda. 